# A465 road
Die A465 road (englisch für Straße A465) ist eine größtenteils (bis auf den Abschnitt nordöstlich von Hereford bis Bromyard) als Primary route ausgewiesene Fernverkehrsstraße in Herefordshire und Wales. Sie ist auch als  Neath to Abergavenny Trunk Road (im Westteil) und als Heads of the Valleys Road (westlich von Abergavenny)  bekannt.

## Verlauf

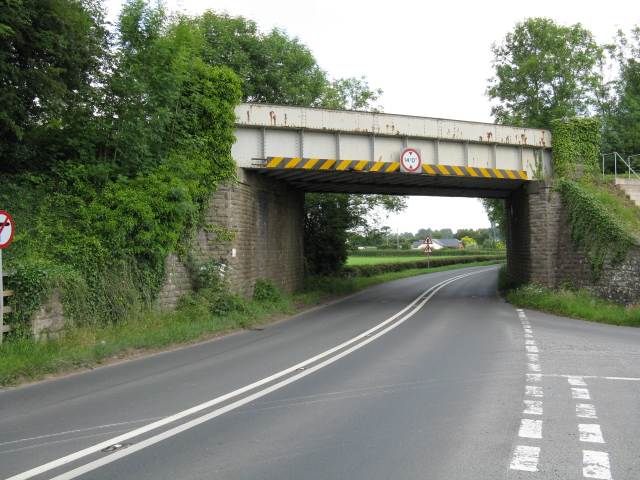
Eisenbahnbrücke über die A465 nordöstlich von Hereford (Aufnahme 2009)

Die Straße zweigt in Bromyard von der A44 road ab und führt zunächst in südwestlicher Richtung nach Hereford, wo sie die in Nord-Süd-Richtung verlaufende A49 road und die nördlich an der Stadt vorbeiführende A4103 road kreuzt. Dort wird sie zur Primary route und führt weiter über Pontrilas und die Grenze zu Wales nach Abergavenny (walisisch Y Fenni). Die Fortsetzung der Straße ist bis zum Abzweig der A4060 road vor Merthyr Tydfil (walisisch Merthyr Tudful) vierstreifig ausgebaut. Die Straße kreuzt die A470 road, führt weiter über Hirwaun und, nunmehr wieder vierstreifig, am Südrand des Brecon-Beacons-Nationalparks entlang durch das Tal des River Neath (walisisch Afon Nedd) und endet am Anschluss junction 43 des M4 motorway.